# Велике Кібеєво
Велике Кібе́єво (рос. Большое Кибеево, марій. Юлъял) — присілок у складі Кілемарського району Марій Ел, Росія. Адміністративний центр Великокібеєвського сільського поселення.

## Населення
Населення — 150 осіб (2010; 208 у 2002).
Національний склад (станом на 2002 рік):
- марі — 63 %
- росіяни — 32 %